# Hudsonmees
De hudsonmees (Poecile hudsonicus; synoniem: Parus hudsonicus) is een zangvogel uit de familie  Paridae (mezen).

## Verspreiding en leefgebied
Deze soort komt voor in het noorden van Noord-Amerika en telt vijf ondersoorten:
- P. h. stoneyi: noordelijk Alaska en noordwestelijk Canada.
- P. h. columbianus: van zuidelijk Alaska, westelijk Canada tot noordelijk Washington.
- P. h. hudsonicus: van centraal Alaska tot oostelijk Canada.
- P. h. littoralis: zuidoostelijk Canada en de noordoostelijke Verenigde Staten.
- P. h. farleyi: het zuidelijke deel van Centraal-Canada.